# 蔡徐村 (武邑縣)
蔡徐村是中华人民共和国河北省衡水市武邑县武邑镇下轄的行政村，在明朝永乐二年（1404年）來自山西等處承宣布政使司平阳府洪洞县的蔡氏遷到徐家村之地建立村莊後始稱“蔡徐村”。蔡徐村位於武邑縣城南6公里處，以農業為主。

## 歷史
蔡徐村之地在宋朝時有一居民為徐姓的一姓村，稱“徐家村”。明朝靖难之役後，徐家村的徐姓僅剩幾戶。永樂二年（1404年），山西等處承宣布政使司平陽府洪洞縣的5個姓氏遷至徐家村之地建立村莊，村莊的命名採用“某徐村”的格式，其中蔡氏建立的村莊稱“蔡徐村”:230。除蔡徐村外，尚有龐徐村、葛徐村、東徐村（1955年前稱“薛徐村”）共3個行政村與曾為行政村、現已被撤銷的侯徐村同樣採用“某徐村”的格式命名:230。蔡徐村在明朝時曾設有馬廠:63。
1949年，蔡徐村之地属李石店區管辖。1956年7月，劉疃鄉成立，蔡徐村之地屬劉疃鄉:47。1958年8月，武邑縣的17個鄉、493個合作社合併為5個人民公社，蔡徐村之地屬城關人民公社（又名高峰人民公社）。同年11月，武邑縣併入衡水縣，城關人民公社改稱武邑人民公社。1961年7月，原武邑縣的5個人民公社調整為18個，原址改建為5個工作委員會，其中武邑工作委員會轄武邑、蘇正、劉疃3個人民公社，蔡徐村之地屬劉疃人民公社。1962年1月1日恢復武邑縣建制，同年2月25日撤銷5個工作委員會。1984年1月13日，武邑縣18個人民公社改稱鄉，蔡徐村屬劉疃鄉:52-54。1996年1月，武邑縣進行併鄉擴鎮，其中蘇正鄉與劉疃鄉均併入武邑鎮，而蔡徐村亦自此屬武邑鎮。

## 地理與行政
蔡徐村位於武邑縣城南6公里處，以農業為主。蔡徐村的城乡分类代码為220，根據国家统计局《统计用区划代码和城乡划分代码编制规则》，蔡徐村屬於“村庄”。蔡徐村現有人口980人（常住人口989人，人口戶數234戶）、總面積3.19平方千米（含耕地面积3,500畝），人均可支配所得為11,800元人民币。蔡徐村設一村民委员会，聘有工作人員5人，設綠色通道窗口與綜合業務窗口，與村務監督委員會、中國共產黨武邑縣武邑鎮蔡徐村支部委員會合署办公。